# Tàngara bec-roja
La tàngara bec-roja
 (Lamprospiza melanoleuca) és un ocell de la família dels mitrospíngids (Mitrospingidae) i única espècie del gènere Lamprospiza Cabanis, 1847.

## Hàbitat i distribució
Habita boscos oberts i sabanes de les terres baixes de la Guaiana, Brasil, Perú oriental i nord de Bolívia.